# Torre Colin
Der Torre Colin, auch Tour Colin, ist ein mittelalterlicher Turm im Ortsteil La Crête auf der orographisch rechten Seite der Dora Baltea. Er liegt in der Nähe der Brücke, über die die Zufahrt zum Hauptort Villeneuve im Aostatal von der Staatsstraße 26 aus führt. Vom Turm aus kann man auch das Châtel-Argent auf einem Felsvorsprung auf der orographisch linken Seite der Dora Baltea sehen.

## Beschreibung
Der Turm, den man besser als Festes Haus beschreibt, ist eine massige, mittelalterliche Festungskonstruktion, die, wie andere Türme aus dieser Zeit, z. B. der Tour des Cours in La Salle oder der Donjon des Castello Sarriod de la Tour in Saint-Pierre, schon eher als Wohnstatt denn als Verteidigungsbauwerk errichtet wurde. In einer Beschreibung des Architekten Carlo Nigra aus dem 20. Jahrhundert „zeigt [der Turm] immer noch gut erhaltene und robuste Mauern, die mit sorgfältiger Ausstattung gebaut wurden.“
Der Turm wurde wegen seiner charakteristischen, massiven Quaderform auch schon von Bruno Orlandoni mit dem Domus episcopalis des Castello di Issogne, dem Castello di La Mothe in Arvier und dem Casaforte Villette in Cogne verglichen, aber Mauro Cortellazzo stellte heraus, dass der Torre Colin noch zu wenig untersucht wurde, um Hypothesen aufzustellen.
Der Turm ist unter dem Dach mit noch intakten Zinnen umgeben, während die Ostfassade Löcher eines ehemaligen Taubenschlages zeigt.
So beschreibt Carlo Nigra die Fenster des Turms:

„Anders als die Fenster auf halber Strecke der Ostfassade, flankiert von den robusten Öffnungen der Kanonen, wurden alle anderen Öffnungen verändert, sodass man nicht einmal mehr die ursprüngliche Eingangstüre sieht, die sich mehr oder weniger hoch in seiner Nordfassade geöffnet haben musste.“

An den Turm wurde im Laufe der Zeit ein Gebäude angebaut.

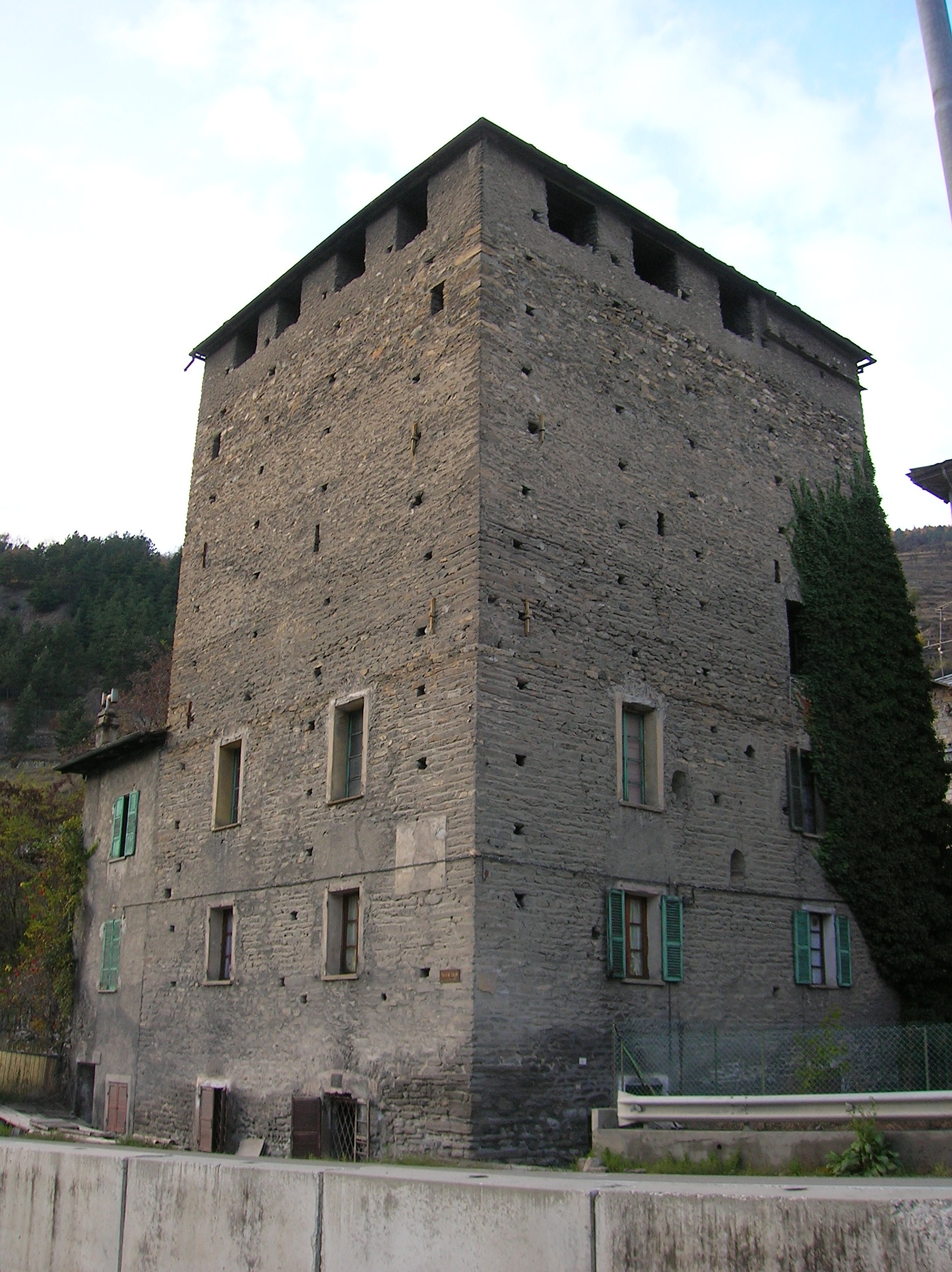
Der Turm von der Staatsstraße 26 aus
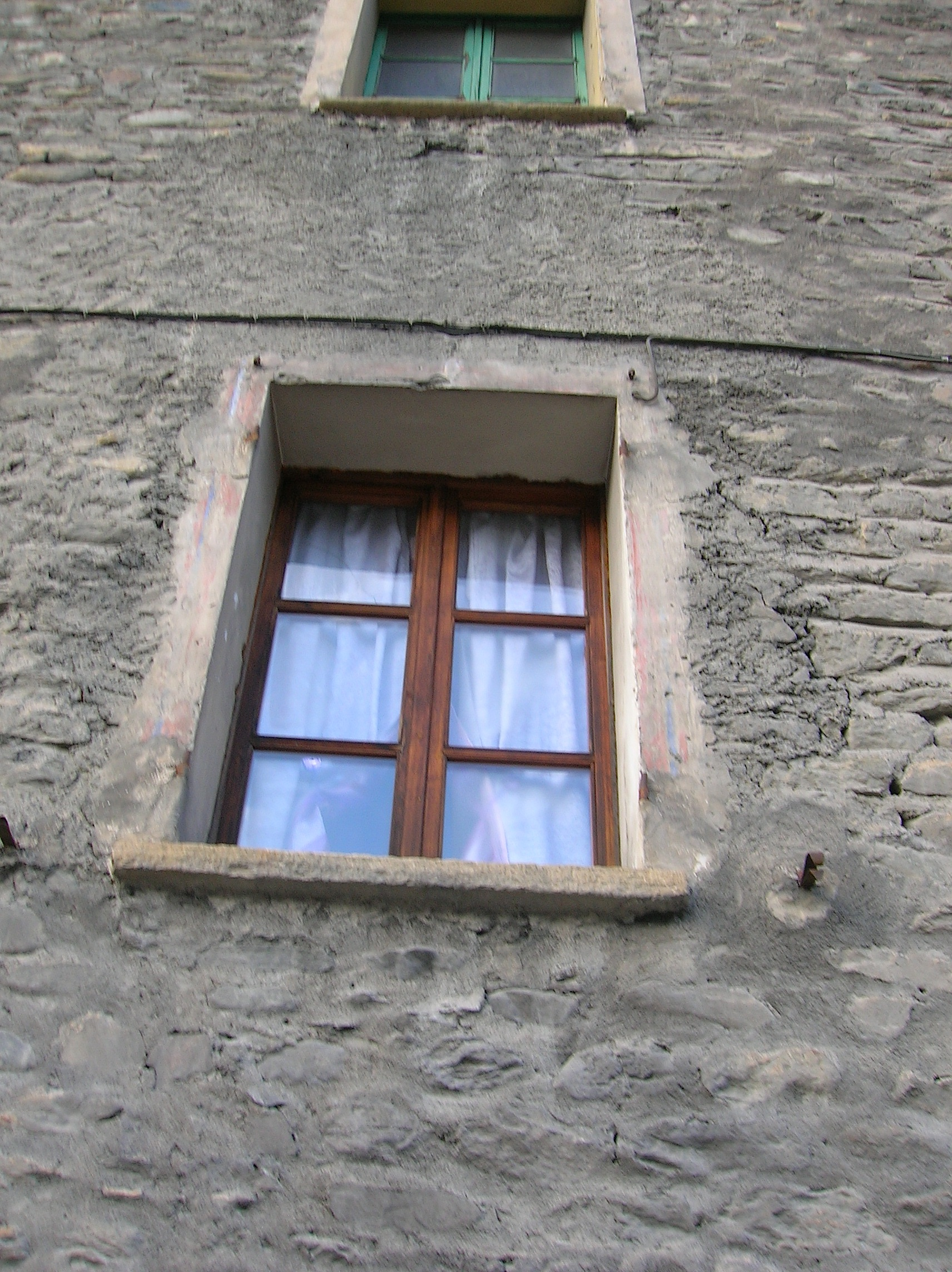
Ein Fenster im Detail
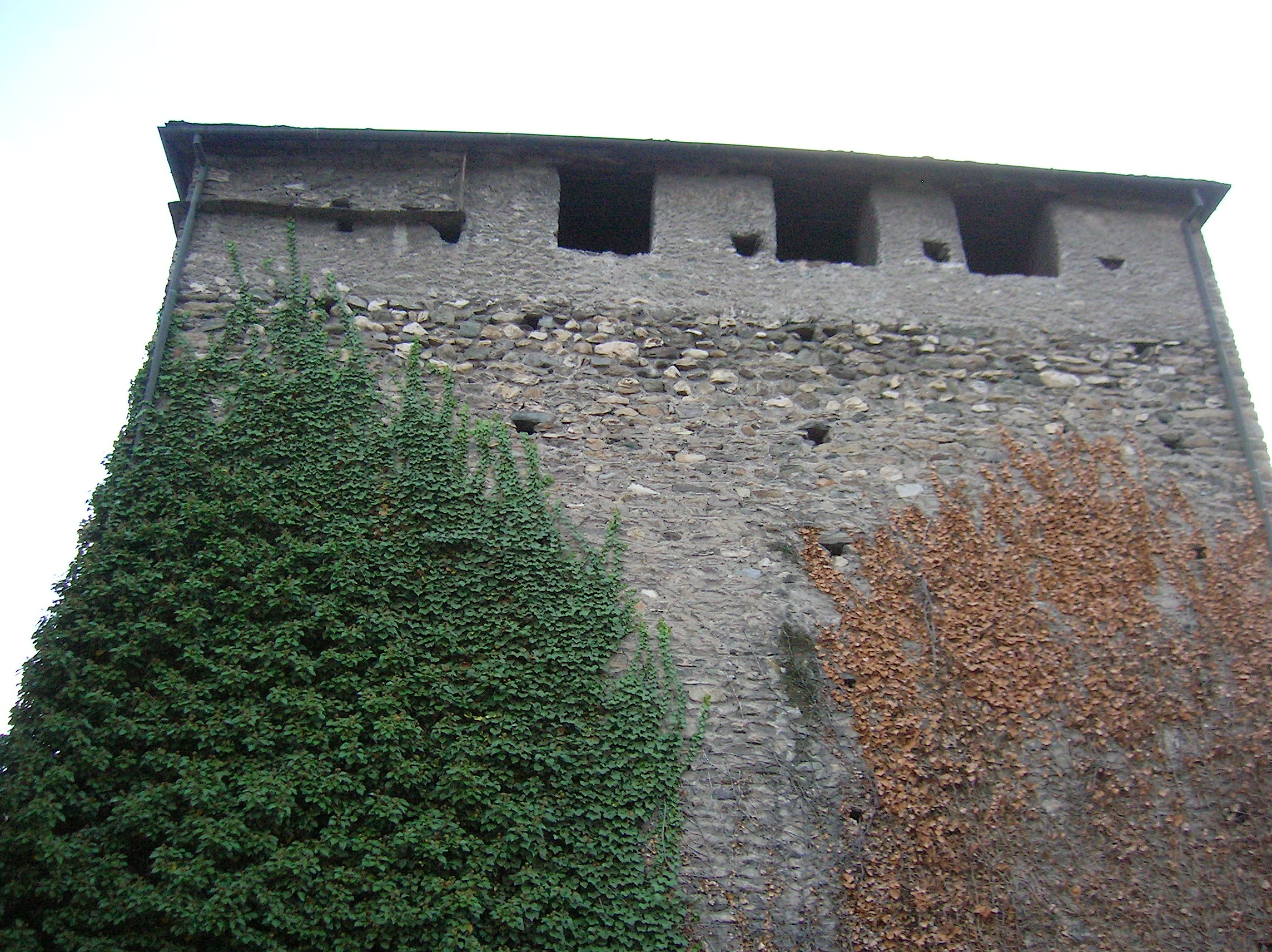
Oberes Ende des Turms auf der Seite zum Bahnhof von Villeneuve hin

## Geschichte
Der Torre Colin wurde im 13. Jahrhundert nach Ansicht einiger Gelehrter auf römischen Gebäuderesten aufgebaut. Ein interessantes Indiz ist das des Dokumentaristen Patrizio Vichi, der in der Dokumentation La strada ritrovata (dt.: Die wiedergefundene Straße) die Hypothese aufstellt, dass die achte römische Meile von Augusta Prætoria Salassorum nach Villeneuve führe, während er „bei der Messung den siebten Meilenstein in der Nähe des Torre Colin“ lokalisierte.
Er gehörte der Familie Gontard und wurde erstmals in einem Dokument von 1267 als „Casaforte Gontard“ bei der „Übernahme durch die Kommissare des Grafen von Savoyen“ urkundlich erwähnt. Die Gontards nutzten die strategische Lage des Turms, um Maut von denjenigen einzuheben, die die Brücke über die Dora Baltea überqueren wollten, was für die Händler und Pilger, die das Aostatal auf der Straße von den Alpenpässen in die Poebene durchwanderten, unumgänglich war.
Wie André Zanotto berichtet, ist bekannt, dass die Gontards Mitte des 13. Jahrhunderts von dort verschwanden, während es geschrieben steht, dass sie in der zweiten Hälfte des 13. Jahrhunderts von Marco, einem Mitglied der reichen Familie der Herren von Bard, die mobilen und immobilen Güter eines Teils der Burg von Châtel-Argent kauften.
1287 schworen die Gontards, Eigentümer des Torre Colin und Herren von „Sancto Petro de Castro Argenteo“ (Châtel-Argent) Amadeus V. von Savoyen den feudalen Treueeid.
1293 wurden die Gontards, als sie ihre Unterwerfung und den Bischof „salvo comite“ erklärten, auch Lehensleute von Ebalo I. von Challant.
Für 1319 berichten einige Dokumente, dass die Gontards Güter an das Haus Savoyen ablieferten und dass der Torre Colin im Dreijahreszeitraum 1347–1349 als gemeinsamer Besitz (lat.: domus communis) von Merlin Gontard und den Grafen von Savoyen definiert wurde.
1351 wurde das Feste Haus der Gontards von den Sarriods d’Introd, mit dem sie einen Krieg anfingen, in Brand gesteckt. Die Sarriods d’Introd wurden deshalb während der Audienz, die die Savoyer im selben Jahr abhielten zur Zahlung von Schadensersatz verpflichtet.
In der ersten Hälfte des 15. Jahrhunderts starb die Familie Gontard aus und so wurde das Feste Haus für Jahrhunderte aufgegeben und dem Verfall preisgegeben. Im 18. Jahrhundert, in der Zeit, als der Geschichtswissenschaftler Jean-Baptiste de Tillier schrieb, verharrte der Torre Colin in schlechtestem Zustand, aber Ende des 19. Jahrhunderts erregte er das Interesse eines Restaurators, der dafür sorgte, dass er bis zum heutigen Tage in gutem Zustand erhalten blieb.
Mit der Deliberazione della Giunta regionale 418/1999 wurde der Torre Colin als „isoliertes“ wertvolles Denkmal klassifiziert.
Im Januar 2012 explodierte in einer Wohnung im Erdgeschoss eine Gasflasche.
Heute ist der Turm bewohnt und in Privatbesitz. Er ist nicht öffentlich zugänglich.

## Wissenswertes
Auf seiner Grand Tour durch die Schweiz, bei der der Maler William Turner (1775–1851) viele alpine Landschaften abbildete, blieb er auch in der Nähe des Turmes stehen, um einige Aquarelle suggestiver Ansichten von Châtel-Argent und Torre Colin zu malen.